# Nokcultuur

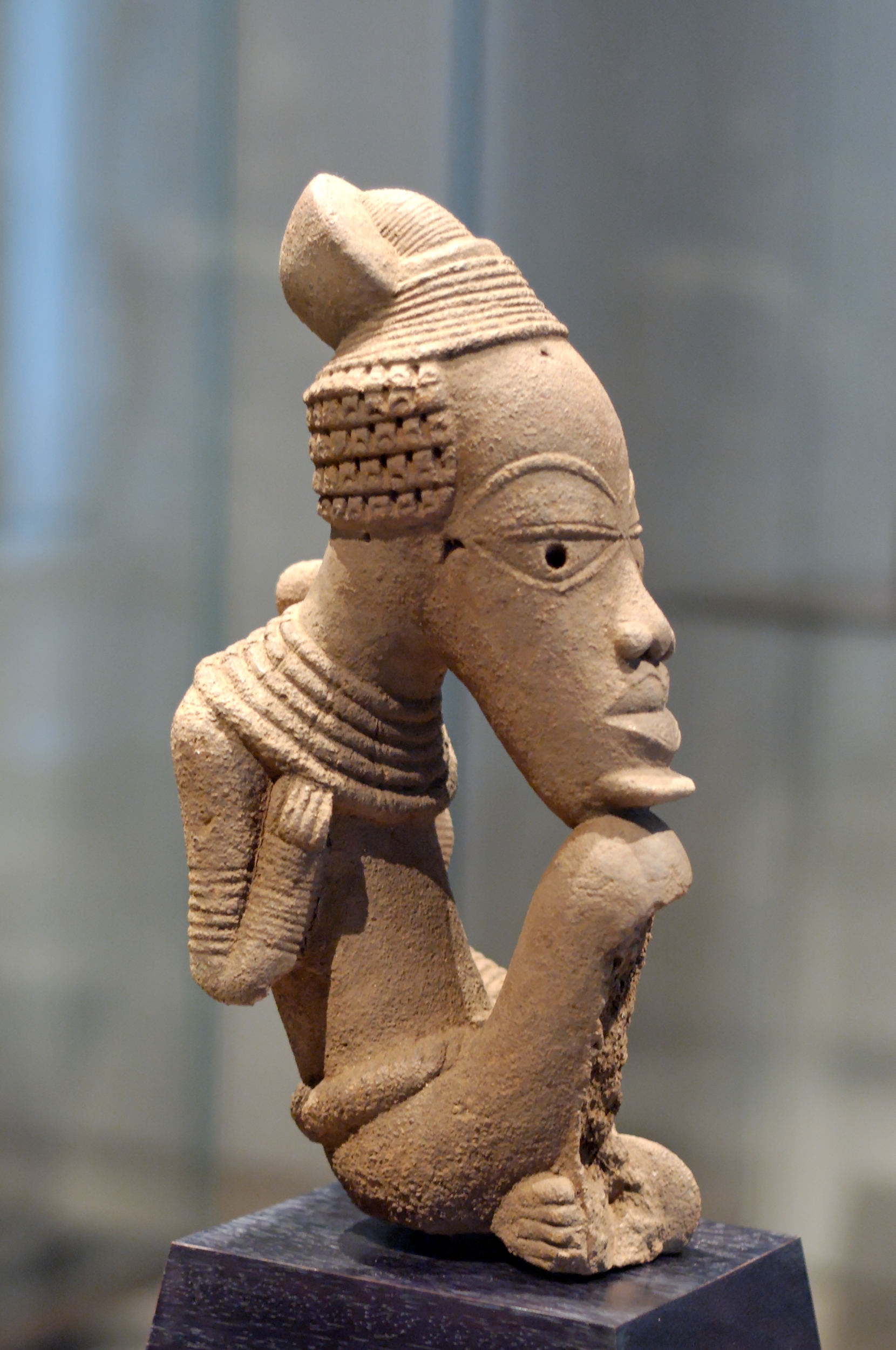
Terracotta Nokbeeldje (Louvre)

De Nokcultuur was een archeologische cultuur in Centraal-Nigeria waarvan gedacht wordt dat het de beschikking had over een hoogontwikkeld sociaal systeem en die voor zover bekend de eerste Sub-Saharische beschaving was waar figuratieve kunst werd beoefend. De cultuur is vooral bekend om haar terracotta die wordt gezien als een primair bewijs van de verfijndheid van Afrikaanse beschavingen. Terracottavoorwerpen uit de Nokcultuur vormen gewilde Afrikaanse kunstvoorwerpen op de internationale kunstmarkt waarvan de bedragen tot duizenden euro's kunnen oplopen.
Nok verwijst naar het dorp Nok waar in 1928 terracotta werd opgegraven uit de Nokcultuur. De vondsten van de Nokcultuur zijn gedaan in een gebied van 480 bij 320 kilometer in het zuidwesten van het Josplateau.

## Periode
Op basis van thermoluminescentiedatering en C14-datering wordt aangenomen dat de Nokcultuur ontstond rond 900 v.Chr. (volgens andere bronnen rond 500 v.Chr.), aan het einde van het Neolithicum. Rond 500 v.Chr. ging de Nokcultuur als eerste gebied in West-Afrika de ijzertijd in, daar omgesmolten en gesmede voorwerpen voorkomen vanaf die tijd. Rond 350 v. Chr. raakten ijzeren voorwerpen wijdverspreid. Rond 200 na Chr. verdween de cultuur op nog onverklaarbare wijze, mogelijk als gevolg van een verwoestende hongersnood of epidemie. Op basis van artistieke overeenkomsten tussen voorwerpen wordt wel beweerd dat de Nokcultuur zich uiteindelijk ontwikkelde tot de Yorubastad Ifé.
Er is eigenlijk geen grond voor het benoemen van een Nokcultuur daar er niets bekend is over de wijze van werken en leven van deze prehistorische bevolking. Over de vindplaatsen van de meeste Nokfiguren ontbreekt elke documentatie en vaak is ook de vindplaats zelf onbekend. Vaak zijn ze bij de tinmijnbouw of bij illegale roofopgravingen gevonden en hebben ze via een omweg het buitenland bereikt. Resten van nederzettingen zijn nauwelijks bekend of niet onderzocht. Naast (fragmenten) van beeldjes zijn ook aardewerk, stenen bijlen en andere gebruiksvoorwerpen gevonden. IJzeren voorwerpen werden gevonden bij Samun Dukiya (in de Nokvallei) en Taruga (ca. 100 km ten zuidwesten van Samun Dukiya). Hiervan zijn de voorwerpen gedateerd op 2000 tot 2500 jaar oud.
Op basis van archeologisch onderzoek is gesteld dat de plaatsen van de Nokcultuur permanent werden bewoond en centra voor landbouw en handwerken vormden en als zodanig het vroegste bewijs voor een georganiseerde samenleving in Sub-Saharisch Afrika. Hoe de overgang naar de ijzertijd is gegaan is onbekend. Mogelijk werd deze techniek naar het zuiden verspreid vanuit Fenicië, daar bekend is dat Fenicische handelaren door Sub-Saharisch Afrika trokken in die tijd.

## Ontdekking en opgravingen
De Nokcultuur werd in 1928 ontdekt op het Josplateau tijdens tinmijnbouw. De Britse luitenant-kolonel John Dent-Young leidde destijds de mijnbouwactiviteiten in het Nigeriaanse dorp Nok toen een van de mijnwerkers een kleine terracotta vond van een apenkop. Bij verdere opgravingen werden een menselijk hoofd en voet van terracotta gevonden. Later liet Dent-Young deze artefacten overbrengen naar een museum in de stad Jos. In 1932 werden nabij de stad Sokoto 11 perfect bewaard gebleven standbeeldjes gevonden en vervolgens doken er ook standbeeldjes op bij de stad Katsina. Sokoto en Katsina liggen aan de noordwestelijke grens van het tot op heden bekende verspreidingsgebied van de cultuur en er is nog geen duidelijk verband gevonden met de vondsten bij Nok. De vondsten bij Katsina en Sokoto vertonen dan wel merktekens van de traditionele Nokstijl; de vondstlocaties, functies en dateringen zijn tot op heden echter onbekend. Alle veronderstellingen omtrent de samenhang tussen de vondsten van Sokoto en Katsina enerzijds en die van Nok anderzijds zijn dan ook speculatief van aard.
In 1943 werd nabij het dorp Nok bij toeval een aantal kleifiguurtjes gevonden door een tinmijnwerker die een hoofd vond en dit vervolgens mee naar huis nam om het te gebruiken als vogelverschrikker in een yamveld. Na een jaar zag de directeur van de mijn deze bijzondere vogelverschrikker en kocht hem van de mijnwerker om het vervolgens aan archeoloog Bernard Fagg van het museum in Jos te tonen, die meteen begreep dat het om iets bijzonders ging. Fagg vroeg de mijnwerkers hem te informeren over al hun ontdekkingen en wist zo meer dan 150 stukken te verkrijgen. Later gingen Bernard en zijn vrouw Angela over tot systematische opgravingen, waarbij verspreid over een groot gebied nog veel meer vondsten opdoken. In 1977 waren er reeds 153 figuren opgedoken bij de mijnwerkzaamheden, vooral uit secundaire afzettingen (de standbeeldjes waren verplaatst door overstromingen nabij de vallei) die zich bevonden in opgedroogde rivierbeddingen in savannegebieden in Noord- en Centraal-Nigeria (eveneens in het zuidwestelijk deel van het Josplateau). In latere jaren werden nieuwe vondsten gedaan in een nog groter gebied, waaronder de gebieden rond de middenloop van de Nigervallei en de benedenloop van de Benuevallei. Met de archeologische vondsten steeg ook de vraag naar de beeldjes en daarmee de waarde op de internationale kunstmarkten en antiekbeurzen.
Nokbeeldjes waren tot in de jaren 1990 op de markt zeer veel geld waard. Voor sommige beeldjes werd destijds soms een miljoen gulden neergeteld. Dit maakte het lucratief om de beeldjes mee te nemen uit Nigeria. Vindplaatsen worden daarbij geplunderd, maar ook Nigeriaanse musea. De Nigeriaanse regering heeft de export van de beeldjes verboden maar weet niet te voorkomen dat er jaarlijks vele het land worden uitgesmokkeld. Hierdoor is de prijs sterk gedaald. Het International Council of Museums heeft de beeldjes op haar Rode Lijst geplaatst.
De roof gaat gepaard met verstoring en plunderingen van de archeologische schatten, hetgeen onderzoek naar bijvoorbeeld de functie van de terracotta's en de bestaanswijze van het Nokvolk onmogelijk dreigt te maken. De Deutsche Forschungsgemeinschaft heeft sinds 2005 vanuit de Goethe-universiteit van Frankfurt een onderzoek lopen naar de beeldjes (onderdeel van het onderzoeksprogramma "Ökologischer Wandel und kulturelle Umbrüche in West- und Zentralafrika"), dat zich sinds 2009 voor een periode van 12 jaar exclusief bezighoudt met de Nokcultuur ("The Nigerian Nok Culture: Development of complex societies in sub-saharan Africa").

## Kenmerken

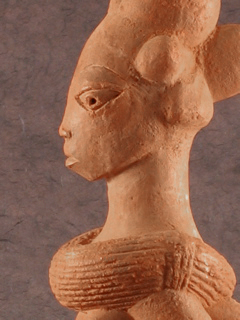
Vrouwfiguur, 48 cm hoog

Er zijn vooral beeldjes van menselijke figuren gevonden, maar ook van dieren en planten. De terracottafiguren zijn hol van binnen en bestaan uit bijna levensgrote menselijke hoofden en lichamen die met veel oog voor detail, met weelderige sieraden en in verschillende houdingen zijn weergegeven. Belangrijke kenmerken voor de menselijke figuren zijn de langwerpige cilindervormige hoofden, de bolle, wijd opengesperde ellipsvormige tot driehoekige ogen met duidelijk afgetekende verdiept weergegeven gebogen oogleden eronder en halfronde wenkbrauwen erboven en vaak een open mond waarvan de onderlip erg breed is en de bovenlip opgewipt staat. Sommige beeldjes hebben weelderig haar en juwelen en sommige mannelijke afbeeldingen hebben een snor en sik. Er zijn beeldjes bij die een veelheid aan fysieke kwalen uitbeelden, waaronder krachteloosheid en gezichtsverlamming. Het ruwe en oneffen oppervlak komt van de erosie waaraan de beelden werden blootgesteld.
De functie van de beeldjes is tot op heden onbekend, mede omdat hier nog te weinig wetenschappelijk onderzoek naar is verricht. Tot de theorieën die hiervoor zijn bedacht behoren voorouderweergave, grafmarkeringen en amuletten ter voorkoming van het mislukken van de oogst, onvruchtbaarheid en ziekte. Gebaseerd op de koepelvormige onderzijdes die op verschillende beeldjes zijn aangetroffen, zouden ze ook kunnen zijn gebruikt als pirons voor de daken van oude gebouwen.
Door het ontbreken van onderzoek naar de Nokcultuur is deze heden ten dage vooral bekend door de beeldjes. Veel van wat is overgeleverd bestaat uit scherven. Een van de redenen dat veel beeldjes alleen in scherven zijn overgeleverd is dat ze meestal in vloeibare modder worden gevonden in gebieden die onder invloed staan van watererosie, waardoor ze is stukken breken en verspreid raakten over verschillende diepten. Dit maakt datering en classificering moeilijk. Slechts zelden worden grotere intacte artifacten ontdekt, waardoor deze een zeer hoge prijs opleveren op de internationale kunstmarkt.
Veel beeldjes werden gemaakt van grofkorrelige klei en op een manier gevormd die de invloed van houtsnijden doet vermoeden. Na een tijdje drogen werden
de beeldjes overdekt met engobe (slip) en gebruineerd (gepolijst) om een glad en glanzend oppervlak te verkrijgen. Veelal is deze engobelaag nu verweerd. De figuren zijn hol en hebben verschillende openingen om het drogen en rookstoken (bij het bakken) te bevorderen. Het bakproces leek waarschijnlijk op het tegenwoordige Nigeriaanse bakproces waarbij de stukken worden overdekt met gras, twijgen en bladeren en gedurende enkele uren worden gebakken.